# Ceratozamia miqueliana

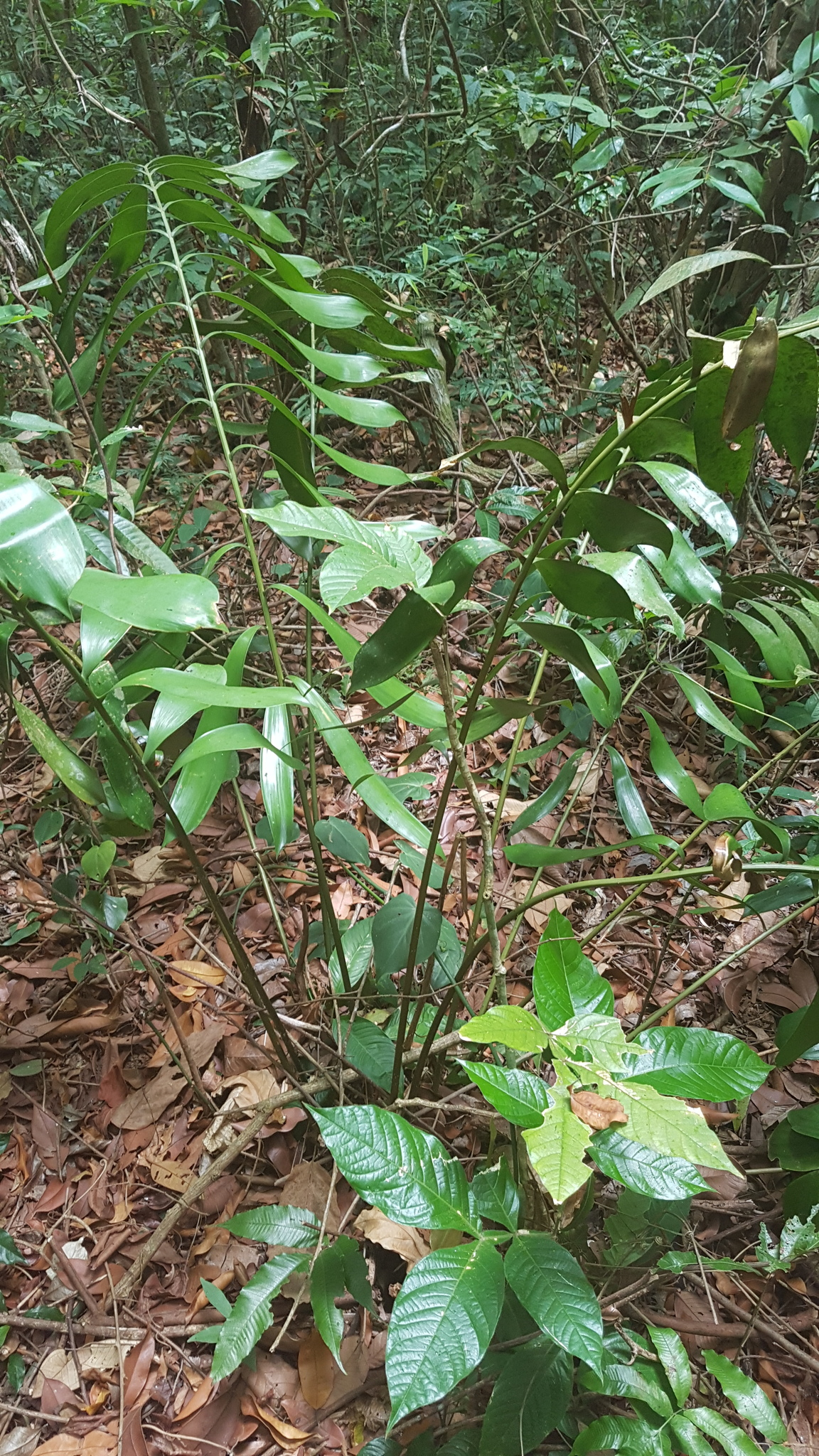
Ceratozamia miqueliana.

Ceratozamia miqueliana H.Wendl., 1854 è una pianta appartenente alla famiglia delle Zamiaceae, endemica del Messico.
L'epiteto specifico è un omaggio al botanico olandese Friedrich Anton Wilhelm Miquel (1811-1871).

## Descrizione
È una cicade acaule con fusto sotterraneo o solo lievemente emergente, lungo non oltre 30 cm.
Le foglie, da 5 a 10, lunghe 120–180 cm, sono disposte a corona all'apice del fusto e sono sorrette da un picciolo lungo 40–50 cm, densamente spinoso; sono composte da 15-20 paia di foglioline sottili e ampie, asimmetriche, inserite sul rachide con fillotassi da opposta ad alternata, lunghe 20–30 cm, prive di venatura centrale, con margine intero e apice obliquo.
È una specie dioica, che presenta coni maschili conici, lunghi 20–25 cm, peduncolati, con microsporofilli lunghi 8–10 mm, e coni femminili cilindrici, lunghi 11–15 cm e larghi 8–10 cm, con macrosporofilli lunghi 3,5–4 cm; sia gli sporofilli maschili che quelli femminili presentano all'apice le caratteristiche protuberanze cornee tipiche del genere Ceratozamia.
I semi sono ovoidali, lunghi 22–25 mm, ricoperti da un tegumento di colore da bianco-crema a bruno.

## Distribuzione e habitat
La specie è endemica degli stati messicani del Chiapas e di Veracruz, ove cresce dal livello del mare sino a 600 m di altitudine; presente in passato anche nello stato di Tabasco, è andata incontro ad estinzione locale, per la progressiva distruzione del suo habitat, rappresentato dalla foresta tropicale o dalla foresta decidua. Due delle stazioni residue (Coatzacoalcos e Las Tuxtlas) sono ridotte a piccole "isole" circondate da terreni agricoli e, nel caso di Coatzacoalcos, da una raffineria di petrolio.

## Tassonomia
Fa parte del complesso Ceratozamia miqueliana, un gruppo di specie con caratteristiche simili, che comprende C. miqueliana, C.becerrae, C.euryphyllidia, C.hondurensis, C.whitelockiana e C.zoquorum.

## Conservazione
Per la progressiva distruzione del suo habitat ed il costante declino della popolazione, la IUCN Red List classifica C. miqueliana come specie in pericolo critico di estinzione (Critically Endangered).
È inserita nella Appendice I della Convention on International Trade of Endangered Species (CITES)